# 李得祐
李得祐（1551年—1610年），字天吉，四川省敘州府宜賓縣人，民籍。

## 生平
十二月十五日生，行一，治《詩經》，由縣學增廣生中式隆慶四年（1570年）庚午科四川鄉試第十七名舉人，年二十四歲中式萬曆二年甲戌科會試第一百三十八名，第三甲第一百一十九名進士。三年授南昌县知县。

## 家族
曾祖李翰，進士；祖李有為；父李纉；母陳氏。重慶下，妻王氏，弟得祺；得禎；得祥；得祉；得祚。